# Бурнос
Бурно́с (фр. Bournos, окс. Bornòs) — коммуна во Франции, находится в регионе Аквитания. Департамент — Атлантические Пиренеи. Входит в состав кантона Тер-де-Люи и Кото-дю-Вик-Бий. Округ коммуны — По.
Код INSEE коммуны — 64146.

## География

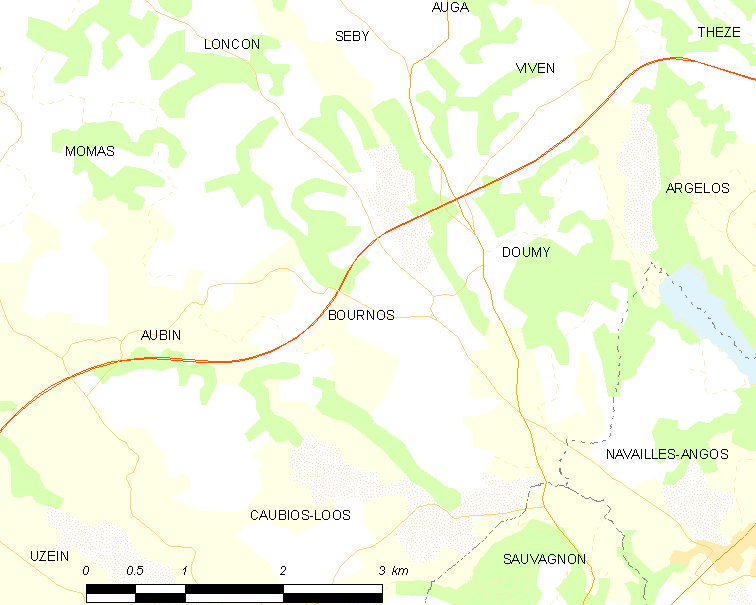
Карта коммуны

Коммуна расположена приблизительно в 640 км к югу от Парижа, в 160 км южнее Бордо, в 16 км к северу от По.

### Климат
Климат тёплый океанический. Зима мягкая, средняя температура января — от +5°С до +13°С, температуры ниже −10 °C бывают редко. Снег выпадает около 15 дней в году с ноября по апрель. Максимальная температура летом порядка 20-30 °C, выше 35 °C бывает очень редко. Количество осадков высокое, порядка 1100 мм в год. Характерна безветренная погода, сильные ветры очень редки.

## Население
Население коммуны на 2010 год составляло 339 человек.
| 1962 | 1968 | 1975 | 1982 | 1990 | 1999 | 2010 |
| ---- | ---- | ---- | ---- | ---- | ---- | ---- |
| 179  | 160  | 159  | 191  | 231  | 257  | 339  |

## Администрация
| Период | Период | Фамилия   | Партия | Примечания |
| ------ | ------ | --------- | ------ | ---------- |
| 1995   | 2001   | Жак Буэ   |        |            |
| 2001   | 2020   | Жан Барюс |        |            |

## Экономика
В 2010 году среди 223 человек трудоспособного возраста (15-64 лет) 169 были экономически активными, 54 — неактивными (показатель активности — 75,8 %, в 1999 году было 66,9 %). Из 169 активных жителей работали 159 человек (87 мужчин и 72 женщины), безработных было 10 (1 мужчина и 9 женщин). Среди 54 неактивных 29 человек были учениками или студентами, 13 — пенсионерами, 12 были неактивными по другим причинам.

## Достопримечательности
- Церковь Св. Иулиана (1869 год)[4]

## Фотогалерея

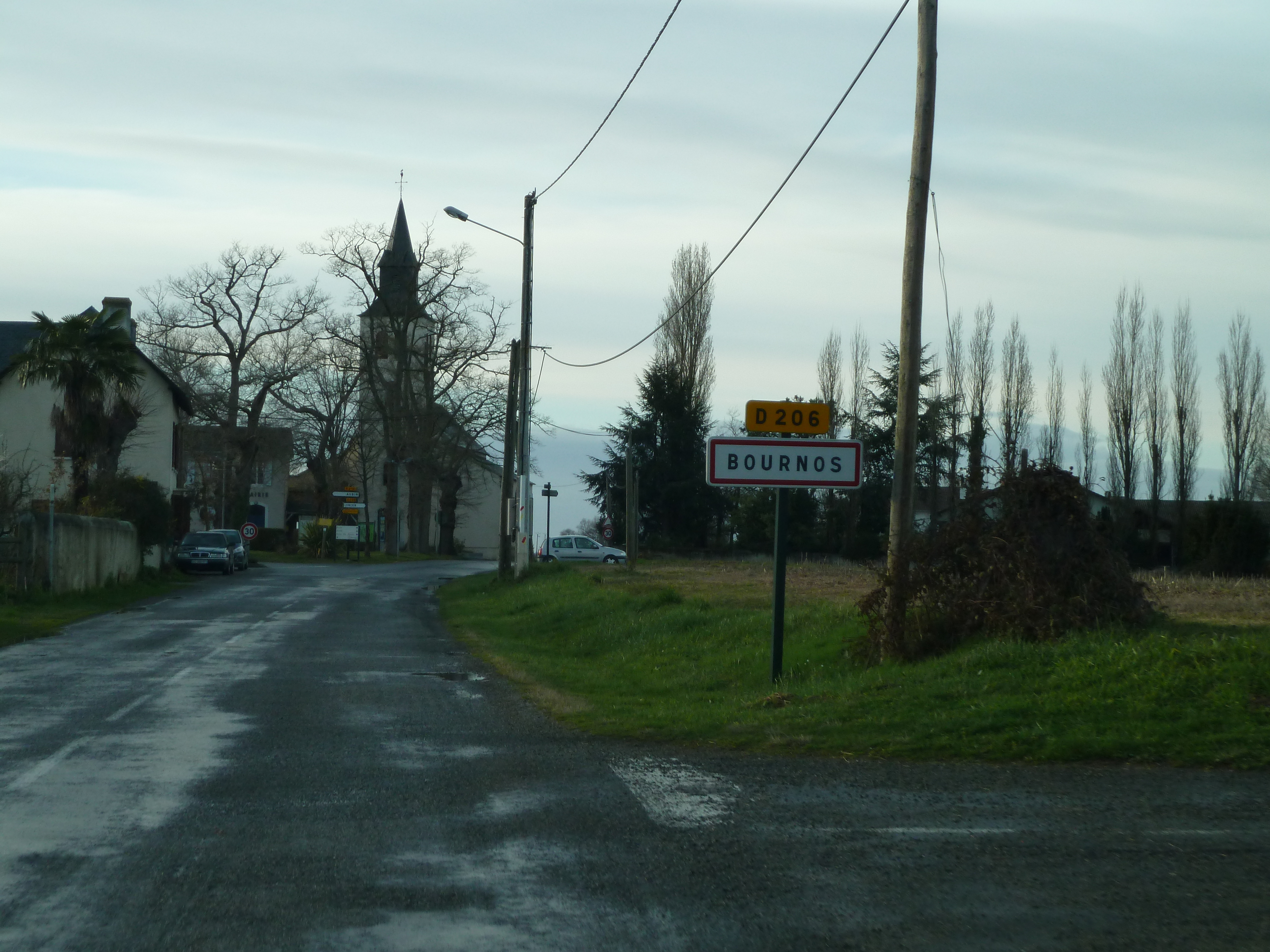
Въезд в Бурнос
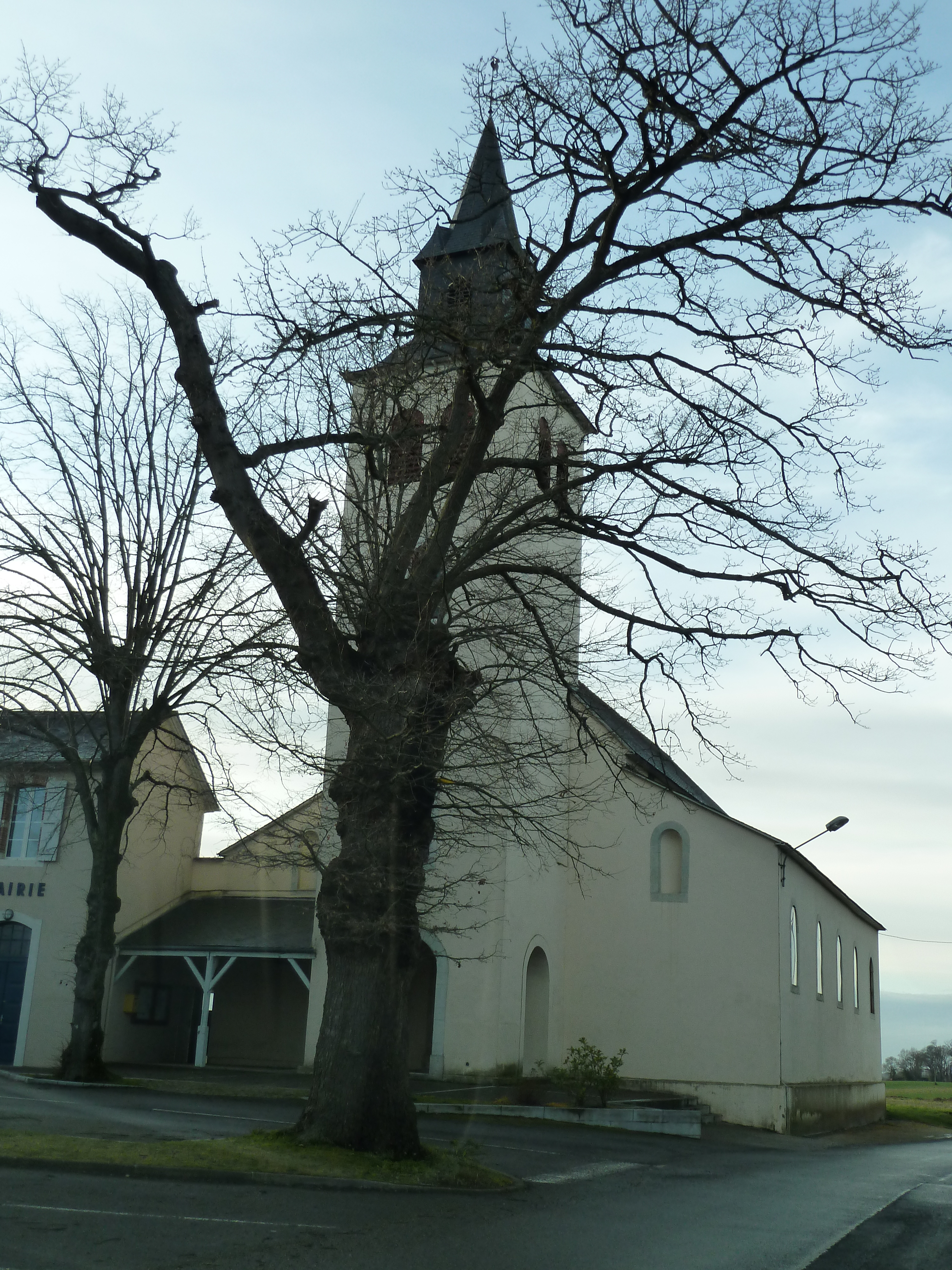
Церковь Св. Иулиана
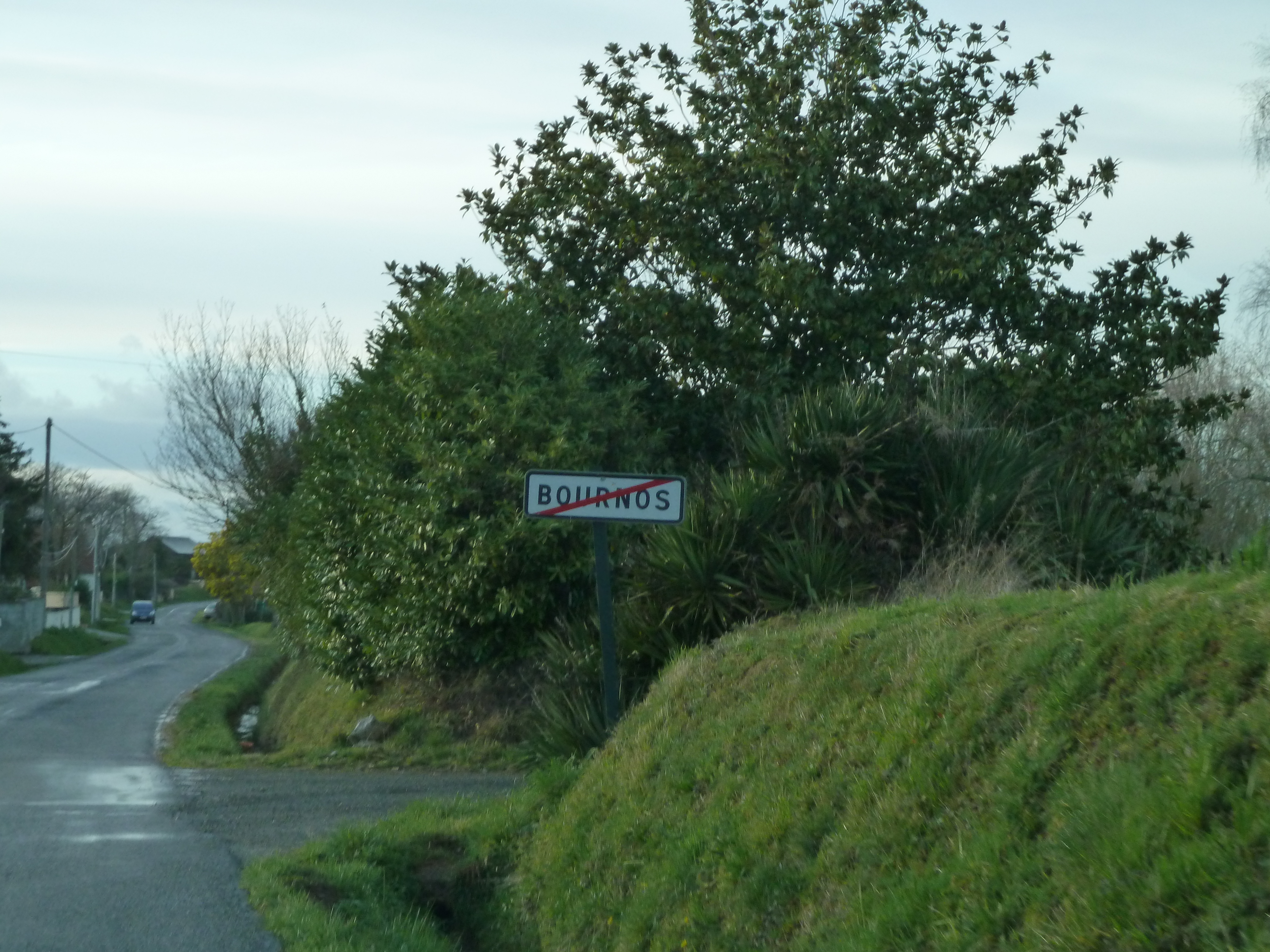
Выезд из Бурноса